# Heraeus
Heraeus er en tysk teknologikoncern, der fokuserer på ædelmetal og specielle metaler, sundhedsteknologi, kvartsglas, sensorer og specielle lyskilder. Virksomheden blev etableret i Hanau i 1851 og er en familie-ejet virksomhed. Heraeus har ca. 16.200 ansatte i 40 lande og en omsætning på 29,5 mia. euro i 2021.